# Rio Capivari (vattendrag i Brasilien, Bahia, lat -12,52, long -39,93)
Rio Capivari är ett vattendrag i Brasilien.   Det ligger i delstaten Bahia, i den östra delen av landet, 900 km öster om huvudstaden Brasília.
Trakten runt Rio Capivari består i huvudsak av gräsmarker. Runt Rio Capivari är det mycket glesbefolkat, med 4 invånare per kvadratkilometer.